# Soeroso
Soeroso (né le 3 novembre 1893 et mort le 16 mai 1981) est un homme politique indonésien.
Il fut gouverneur du Java central, ministre de la Main d'œuvre et la Transmigration de 1950 à 1951, ministre des Affaires sociales de 1953 à 1955 puis ministre des Travaux publics de 1955 à 1956.
Il est considéré comme un Héros national d'Indonésie.